# Santa Cruz Capulinares
Santa Cruz Capulinares är en ort i Mexiko.   Den ligger i kommunen Tetlatlahuca och delstaten Tlaxcala, i den sydöstra delen av landet, 90 km öster om huvudstaden Mexico City. Santa Cruz Capulinares ligger 2 215 meter över havet och antalet invånare är 126.
Terrängen runt Santa Cruz Capulinares är huvudsakligen platt, men norrut är den kuperad. Runt Santa Cruz Capulinares är det tätbefolkat, med 383 invånare per kvadratkilometer. Närmaste större samhälle är Tlaxcala de Xicohtencatl, 12,7 km nordost om Santa Cruz Capulinares. Omgivningarna runt Santa Cruz Capulinares är en mosaik av jordbruksmark och naturlig växtlighet.